# MLB All-Star Game 1962 (drugi mecz)
MLB All-Star Game 1962 – 33. Mecz Gwiazd ligi MLB, który rozegrano 30 lipca 1962 roku na stadionie Wrigley Field w Chicago. Mecz zakończył się zwycięstwem American League All-Stars 9–4. Spotkanie obejrzało 38 359 widzów. 

## Wyjściowe składy
| American League | American League | American League | American League | National League | National League  | National League | National League |
| #               | Zawodnik        | Klub            | Pozycja         | #               | Zawodnik         | Klub            | Pozycja         |
| --------------- | --------------- | --------------- | --------------- | --------------- | ---------------- | --------------- | --------------- |
| 1               | Rich Rollins    | Twins           | 3B              | 1               | Dick Groat       | Pirates         | SS              |
| 2               | Billy Moran     | Angels          | 2B              | 2               | Roberto Clemente | Pirates         | RF              |
| 3               | Roger Maris     | Yankees         | CF              | 3               | Willie Mays      | Giants          | CF              |
| 4               | Rocky Colavito  | Tigers          | RF              | 4               | Orlando Cepeda   | Giants          | 1B              |
| 5               | Jim Gentile     | Orioles         | 1B              | 5               | Tommy Davis      | Dodgers         | LF              |
| 6               | Earl Battey     | Twins           | C               | 6               | Ken Boyer        | Cardinals       | 3B              |
| 7               | Leon Wagner     | Angels          | LF              | 7               | Del Crandall     | Braves          | C               |
| 8               | Luis Aparicio   | White Sox       | SS              | 8               | Bill Mazeroski   | Pirates         | 2B              |
| 9               | Dave Stenhouse  | Senators        | P               | 9               | Johnny Podres    | Dodgers         | P               |

| American League | 0 | 0 | 1 | 2 | 0 | 1 | 3 | 0 | 2 | 9 | 10 | 0 |
| National League | 0 | 1 | 0 | 0 | 0 | 0 | 1 | 1 | 1 | 4 | 10 | 4 |
| WP: Ray Herbert (1–0) LP: Art Mahaffey (0–1) SV: Milt Pappas Home runy: AL: Pete Runnels (1), Leon Wagner (1), Rocky Colavito (1) NL: Johnny Roseboro (1) |   |   |   |   |   |   |   |   |   |   |    |   |

## Składy
| Miotacze - Turk Farrell (3) - Bob Gibson (2) - Art Mahaffey (2) - Juan Marichal (2) - Johnny Podres (4) - Bob Purkey (5) - Warren Spahn (16) Łapacze - Del Crandall (11) - Johnny Roseboro (5) |  | Wewnątrzpolowi - Ernie Banks (11) - Frank Bolling (5) - Ken Boyer (9) - Orlando Cepeda (8) - Jim Davenport (2) - Dick Groat (6) - Eddie Matthews (12) - Bill Mazeroski (7) - Maury Wills (4) Zapolowi - Hank Aaron (12) - George Altman (2) - Richie Ashburn (6) - Johnny Callison (2) - Roberto Clemente (6) - Tommy Davis (2) - Willie Mays (13) - Frank Robinson (7) - Billy Williams (1) |  | Menadżer - Fred Hutchinson Trenerzy - Harry Craft - Birdie Tebbetts |

| Miotacze - Hank Aguirre (2) - Jim Bunning (6) - Dick Donovan (5) - Ray Herbert (1) - Jim Kaat (1) - Ken McBride (1) - Milt Pappas (2) - Camilo Pascual (6) - Dave Stenhouse (1) - Ralph Terry (2) - Hoyt Wilhelm (7) Łapacze - Earl Battey (2) - Yogi Berra (18) - Elston Howard (9) |  | Wewnątrzpolowi - Luis Aparicio (8) - Jim Gentile (6) - Billy Moran (2) - Bobby Richardson (4) - Brooks Robinson (6) - Rich Rollins (2) - Pete Runnels (5) - Norm Siebern (2) - Tom Tresh (2) Zapolowi - Rocky Colavito (6) - Al Kaline (11) - Jim Landis (2) - Mickey Mantle (15) - Roger Maris (7) - Lee Thomas (2) - Leon Wagner (2) |  | Menadżer - Ralph Houk Trenerzy - Hank Bauer - Bill Rigney |

- W nawiasie podano liczbę powołań do All-Star Game.